# تود ويلسون
تود ويلسون (بالإنجليزية: Todd Wilson)‏ هو مخرج أمريكي، ولد في 31 أغسطس 1963، وتوفي في 4 سبتمبر 2005 بسبب سرطان الرئة.

## وصلات خارجية
- تود ويلسون على موقع IMDb (الإنجليزية)
- تود ويلسون على موقع أول موفي (الإنجليزية)
- تود ويلسون على موقع قاعدة بيانات الفيلم (الإنجليزية)
- تود ويلسون على موقع كينوبويسك (الروسية)